# Subgrupo de Young
En matemáticas, los subgrupos de Young del grupo simétrico {\displaystyle S_{n}} son subgrupos especiales que surgen en la combinatoria y la teoría de la representación. Cuando {\displaystyle S_{n}} se considera como el grupo de permutaciones del conjunto {\displaystyle \{1,2,\ldots ,n\}}, y si {\displaystyle \lambda =(\lambda _{1},\ldots ,\lambda _{\ell })} es una partición entera de {\displaystyle n}, luego el subgrupo Young {\displaystyle S_{\lambda }} indexado por {\displaystyle \lambda } se define por {\displaystyle S_{\lambda }=S_{\{1,2,\ldots ,\lambda _{1}\}}\times S_{\{\lambda _{1}+1,\lambda _{1}+2,\ldots ,\lambda _{1}+\lambda _{2}\}}\times \cdots \times S_{\{n-\lambda _{\ell }+1,n-\lambda _{\ell }+2,\ldots ,n\}},} dónde {\displaystyle S_{\{a,b,\ldots \}}} denota el conjunto de permutaciones de {\displaystyle \{a,b,\ldots \}} y {\displaystyle \times } denota el producto directo de grupos. De manera abstracta, {\displaystyle S_{\lambda }} es isomorfo al producto {\displaystyle S_{\lambda _{1}}\times S_{\lambda _{2}}\times \cdots \times S_{\lambda _{\ell }}}. Los subgrupos jóvenes reciben su nombre de Alfred Young. 
Cuando {\displaystyle S_{n}} es visto como un grupo de reflexión, sus subgrupos de Young son precisamente sus subgrupos parabólicos. Pueden definirse de manera equivalente como los subgrupos generados por un subconjunto de las transposiciones adyacentes. {\displaystyle (1\ 2),(2\ 3),\ldots ,(n-1\ n)}. 
En algunos casos, el nombre Subgrupo de Young se utiliza de forma más general para el producto. {\displaystyle S_{B_{1}}\times \cdots \times S_{B_{\ell }}}, dónde {\displaystyle \{B_{1},\ldots ,B_{\ell }\}} es cualquier conjunto de particiones {\displaystyle \{1,\ldots ,n\}} (es decir, una colección de subconjuntos disjuntos y no vacíos cuya unión es {\displaystyle \{1,\ldots ,n\}}).  Esta familia más general de subgrupos está formada por todos los conjugados de aquellos bajo la definición anterior.  Estos subgrupos también pueden caracterizarse como los subgrupos de {\displaystyle S_{n}} que se generan mediante un conjunto de transposiciones. 

## Lectura adicional
- Borevich, Z.I.; Gavron, P.V. (1985), «Arrangement of Young subgroups in the symmetric group», Journal of Soviet Mathematics 30: 1816-1823, doi:10.1007/BF02105094.
- Hazewinkel, Michiel, ed. (2001), «Subgrupo de Young», Encyclopaedia of Mathematics (en inglés), Springer, ISBN 978-1556080104.

- Datos: Q124625185